# Pseudocampylaea
Pseudocampylaea é um género de gastrópode  da família Helicidae.
Este género contém as seguintes espécies:
- Pseudocampylaea portosanctana
- Pseudocampylaea loweii